# Mucoid plaque
Mucoid plaque (mucoid cap/rope) – pseudonaukowe określenie używane przez zwolenników medycyny alternatywnej do opisywania szkodliwej substancji podobnej do śluzu zawierającego pozostałości jedzenia, mającej pokrywać przewód pokarmowy większości ludzi. Określenie ukuł Richard Anderson, naturopata i przedsiębiorca, sprzedający szeroki zakres produktów mających „oczyszczać” ciało z takich pozostałości.
Wiele produktów przeznaczonych do „oczyszczania jelita grubego” promowane jest na publicznie dostępnych stronach mających zawierać wprowadzające użytkownika w błąd twierdzenia. Obecność w tych produktach środków przeczyszczających, bentonitu i włóknistych zagęszczaczy doprowadziła do hipotezy, wedle której to wydalone środki przeczyszczające przyjmują formę mucoid plaque. Koncepcja mucoid plaque nie jest uznawana przez medycynę konwencjonalną ze względu na brak anatomicznych czy fizjologicznych podstaw.

## Historia
Różnorodne formy oczyszczania jelita były popularne w XIX wieku i na początku XX. W 1932 Bastedo napisał w Journal of the American Medical Association o swoich obserwacjach dotyczących mas śluzu usuwanych z jelita grubego poprzez płukanie jelita grubego: Gdy ktoś zobaczy brudną szarą, brązową lub czarniawą warstwę, długie i pozwijane podobne do robactwa masy grubego śluzu o zapachu psującej się ryby, wydobyte wskutek irygacji jelita grubego, nie zastanawia się nad tym, że pacjent czuł się źle i uzyskał ukojenie oraz poprawę stanu zdrowia w rezultacie irygacji. Płukanie jelita grubego cieszyło się powodzeniem także na początku XX wieku; miało leczyć liczne choroby. Badania wykazały jednak, że były to zabiegi bezcelowe i potencjalnie niebezpieczne. Gdy wykazano brak podstaw naukowych do „oczyszczania jelita grubego”, sam pomysł zyskał złą sławę jako forma szarlatanerii. Według przeglądu badań z 2005 roku nie ma podstaw, by wspierać tę słabo uporządkowaną teorię, długo pomijaną przez społeczność naukową. Bennett Roth, gastroenterolog z Uniwersytetu Kalifornijskiego w Los Angeles w odpowiedzi na twierdzenia, jakoby płukanie jelita grubego miało usuwać toksyny wypowiedział się: Nie ma w tym ani krzty nauki. Nie ma takiej rzeczy, jak pozbywanie się, cytuję dokładnie, „toksyn”. Jelito grube powstało właśnie do tworzenia i wydalania kału. To całkowity nonsens. Zainteresowanie takim oczyszczaniem jelita grubego opisywano jako staroświecki i zabawny etap w historii dziwnych przekonań na temat medycyny. Zainteresowanie wokół autointoksykacji z początkiem w jelicie grubym jako przyczyną choroby i płukaniem go jako lekarstwa ponownie narosło pod koniec XX wieku.
Określenie mucoid plaque (dosł. osad śluzowy) zostało ukute i spopularyzowane przez naturopatę i przedsiębiorcę Richarda Andersona, sprzedającego szeroki zakres produktów mających „oczyszczać” ciało z domniemanego osadu przez ich wydalenie. Anderson opisał mucoid plaque jako gumiaste, zielonawe, o żelowej konsystencji warstwę pokrywającą nabłonek organów wewnętrznych, zwłaszcza układu pokarmowego. Anderson twierdził również, że może ona upośledzać trawienie i wchłanianie składników odżywczych, stanowić miejsce do życia dla patogenów i powodować dolegliwości takie jak biegunka, rak jelita grubego, alergia i dolegliwości skórne. Bazując na tym rozpoczął promocję działań i produktów mający usuwać mucoid plaque.
Mimo że Anderson twierdził, że jego przekonania oparte są na badaniach naukowych, przyznał również, że polega głównie na dowodach anegdotycznych, a nie empirycznych, zaś lekarze mieli dostrzegać brak tych złogów. Anderson uważa również, że podręczniki medycyny akademickiej nie informują o mucoid plaque o stąd lekarze nie wiedzą o tym zjawisku.

## Medical evaluation
Lekarze zdyskredytowali koncepcję mucoid plaque jako niewiarygodną mistyfikację. Jeden z patologów University of Texas School of Medicine odniósł się wprost do pomysłu Andersona twierdząc, że widział kilka tysięcy biopsji jelita i nigdy nie natrafił na mucoid plaque, które jest całkowitą mistyfikacją bez podstaw anatomicznych. Inny patolog, Edward Friedlander, również nie zaobserwował mucoid plaque; jego zdaniem niektóre zamieszczone w internecie zdjęcia przypominają stolec smolisty. W odniesieniu do twierdzeń, jakoby odpady miały przylegać do jelita grubego Douglas Pleskow, gastroenterolog w Beth Israel Deaconess Medical Center, zaznaczył, że jest to legenda miejska, a większość ludzi pozbywa się zawartości jelita grubego w okresie do 3 dni.
W odniesieniu do stron internetowych promujących usuwanie mucoid rope/plaque z jelita klientów Howard Hochster z Uniwersytetu Nowojorskiego napisał, że strony te są liczne, quasi-naukowe i na nieszczęście przekonujące dla biologicznie niedoedukowanych odbiorców. Zaznaczył także, że strony te, choć zabawne, są także niepokojące ze względu na promowanie przekonania bez oparcia w fizjologii człowieka. Zauważył, że preparaty do oczyszczania jelita grubego zawierają środki przeczyszczające i składniki o dużej objętości i włóknistej strukturze. Twory, które wydostają się z użytkowników są raczej zbitkami składników owych środków oczyszczających, niż złogami śluzu. Niektóre produkty przeznaczone do usuwania mucoid plaque zawierają glinkę bentonitową, która spożyta może prowadzić do wydalania obfitych stolców.